# Ngô Trí Hòa
Ngô Trí Hòa (1564-1625) là danh thần nhà Lê trung hưng trong lịch sử Việt Nam. Tên tuổi của ông không chỉ được ghi trong sử sách mà còn được biết đến qua các văn học dân gian Việt Nam.

## Khoa cử
Ngô Trí Hòa người xã Lý Trai, huyện Đông Thành, tỉnh Nghệ An, Việt Nam. Cụ tổ là Ngô Công Định từ Bắc Ninh vào đây lập nghiệp năm 1480. Cha ông là Ngô Trí Tri.
Năm 1592 đời Lê Thế Tông, hai cha con ông cùng đi thi. Năm đó ông 28 tuổi, cha ông 56 tuổi. Kết quả trong kỳ thi đó cả hai cha con cùng đỗ tiến sĩ: Ngô Trí Tri đỗ tam giáp tiến sĩ, còn Ngô Trí Hòa đỗ hoàng giáp thứ hai (đỗ đầu là Trịnh Cảnh Thụy). Tên tuổi cha con ông (cùng Trịnh Cảnh Thụy) được ghi tại bia tiến sĩ số 21 trong Văn Miếu.
Đây là lần đầu tiên trong lịch sử khoa cử Việt Nam có hai cha con cùng đỗ tiến sĩ trong một khoa thi. Vua Lê Thế Tông tặng bức trướng cho hai cha con vinh quy bái tổ có 10 chữ vàng cũng nói về điều chưa từng có trong khoa bảng Việt Nam: 
"Khoa danh thiên hạ hữu, phụ tử thế gian vô"
Nghĩa là:
Đậu đại khoa trong nước có nhiều người, nhưng cha con cùng đậu một khoa thì chưa thấy bao giờ.
Bài ký đề tên Tiến sĩ khoa thi đó đã ghi lại hiện tượng này như một biểu tượng của triều đại thịnh trị, thanh bình: "Ai nấy đều lấy làm sung sướng được trông thấy cảnh đời thái bình, dưới triều vua thánh, có cha con cùng đỗ một khoa thật là thịnh hội và văn minh vậy".

## Quan trường
Ban đầu, Ngô Trí Hòa được trao chức Án sát sứ Sơn Tây. Sau đó được chúa Trịnh Tùng để ý, ông được triệu về triều làm Đô cấp sự Lại Khoa.
Ngô Trí Hòa được thăng làm Hữu thị lang bộ Hình, ra nhận chức ở Thanh Hóa. Năm 1604, ông được triệu về làm Hữu thị lang bộ Lại, tước Phú Lộc bá. Năm 1606 ông làm chánh sứ sang Trung Quốc cống nhà Minh. Mùa đông năm 1608 ông được thăng làm Thượng thư bộ Hộ, kiêm Tế tửu Quốc tử giám. Ông làm giám thí trong ba kỳ thi 1612, 1613, 1616.
Năm 1610 Ngô Trí Hòa được thăng làm Phú Xuân hầu. Đầu năm 1618 ông làm tờ khải trình chúa Trịnh Tùng đề nghị 6 việc:
1. Xin sửa đức chính để cầu mệnh trời giúp
2. Xin đè nén kẻ quyền hào để nuôi sức dân
3. Xin cấm phú dịch phiền hà để đời sống nhân dân được đầy đủ
4. Xin bớt xa xỉ để của cải nhân dân được thừa thãi
5. Xin dẹp trộm cướp để dân được yên
6. Xin sửa sang quân chính để bảo vệ tính mạng cho dân

Trịnh Tùng khen hay và làm theo.
Năm 1623, ông có công dẹp loạn ở Sơn Tây, được gia phong Thiếu bảo, phong Hiệp Mưu tá lý dục vân tán trị công thần.
Do bệnh nặng, ngày 21 tháng 11 năm 1625 thời Lê Thần Tông (chúa Trịnh Tráng), Ngô Trí Hòa mất, thọ 62 tuổi, được truy tặng là Xuân quận công.

## Tưởng nhớ
Ngô Trí Hòa làm phục vụ cho nhà Hậu Lê hơn 30 năm. Vua Lê Thần Tông hạ chiếu cho lập đền thờ ông tại quê nhà ở thôn Lý Trai, xã Diễn Kỷ, huyện Diễn Châu, tỉnh Nghệ An để tưởng nhớ công lao của ông.
Ngày nay tại quận Sơn Trà thành phố Đà Nẵng có đường mang tên Ngô Trí Hòa. Tại Nghệ An quê ông có trường học mang tên Ngô Trí Hòa.

## Dòng họ
Con của Ngô Trí Hoà (cháu nội của Ngô Trí Tri) là Ngô Trí Vinh đỗ tiến sĩ năm 1646, đã có thơ ca ngợi về việc cha và ông cùng thi đỗ một khoa:
Trung hiếu lưỡng toàn huân hách dịch
Nhất môn phụ tử bảng liên đồng
Nghĩa là:
Trung hiếu đôi đường danh chói lọi
Cha con cùng được ghi bảng vàng.
Dòng họ Ngô Trí Hòa nổi tiếng ở Nghệ An về khoa bảng. Sau khi hai cha con ông cùng đỗ tiến sĩ năm 1592, các đời sau cũng tiếp tục đỗ đạt. Tổng cộng họ Ngô ở xã Lý Trai, huyện Đông Thành 4 đời liên tiếp đỗ 5 Tiến sĩ, cả năm đều được đề tên tại bia đá:
- Cha con Ngô Trí Tri (1537-1628), Ngô Trí Hòa năm 1592
- Ngô Sĩ Vinh là con Ngô Trí Hòa đỗ Đệ tam giáp năm 1646
- Ngô Công Trạc là cháu nội Ngô Sĩ Vinh đỗ Song nguyên (Hội nguyên-Đình nguyên, đệ tam giáp) năm 1694
- Ngô Hưng Giáo là em Ngô Công Trạc đỗ đệ tam giáp năm 1710.

Hoa hậu Thế giới người Việt 2007 Ngô Phương Lan được xác nhận theo gia phả là dòng dõi của Ngô Trí Hòa .

## Nhận định
Sử gia Phan Huy Chú nhận định về ông như sau:
Ông học vấn hơn người, chính thuật có thừa, trải khắp trong ngoài đối xử chỗ nào cũng vừa; công lao tiếng tăm rõ rệt. Lại là bậc danh thần của ba triều, cha con đồng khoa, phúc nhà lâu dài, càng là việc xưa nay ít thấy.

## Trong dân gian

### Giai thoại văn học
Trong dân gian có kể về giai thoại việc thi cử của hai cha con Ngô Trí Tri và Ngô Trí Hòa, với tên gọi "Một bài nháp đỗ 3 tiến sĩ", đại lược như sau:
Theo giai thoại, khoa thi xảy ra năm 1542 đời Lê Trang Tông, tức là trước 50 năm so với niên đại trong sử sách. Tới hôm thi Ngô Trí Hòa đã thuộc làu kinh sử còn Ngô Trí Tri vì tuổi cao nên không nhớ được nhiều, trước khi vào thi dặn con hãy tìm cách bảo bài cho mình.
Khi vào thi, cha con Ngô Trí Tri và Ngô Trí Hòa may mắn được ngồi khá gần nhau, chỉ cách qua lều của Trịnh Cảnh Thụy. Trịnh Cảnh Thụy đọc đề xong cũng chỉ nhớ lõm bõm, chưa biết bắt đầu ra sao.
Ngô Trí Tri cầu cứu con đưa bài sang. Ngô Trí Hòa nhớ rất kỹ, bèn viết một mạch ra cả hai bài, một bài cho mình còn bài kia đưa qua lều ở giữa của Trịnh Cảnh Thụy, nhờ chuyển cho cha. Trịnh Cảnh Thụy mở bài nháp ra xem, lập tức nhớ ra một mạch những chỗ đã học, bèn chép lại những chỗ cốt yếu nhất, xong đưa cho Ngô Trí Tri. Trịnh Cảnh Thụy có được đại cương dàn ý cứ thế viết bài, còn Ngô Trí Tri có bài con đưa cũng chép ra mà nộp.
Kết quả khoa thi đó, Trịnh Cảnh Thụy và cha con Ngô Trí Tri đều được vào trúng cách đỗ đại khoa. Việc cả ba người cùng đỗ ứng với giấc mộng của Trịnh Cảnh Thụy: đêm trước hôm thi nằm mơ thấy mình ngồi giữa hai thúng ngô.
Dân gian xứ Nghệ vẫn lưu truyền câu vè, được cho là do những người hiếu sự đặt ra để châm biếm cha con họ Ngô thi cử không minh bạch:
Thiếu chi thiên hạ người ta
Đã Ngô Trí Hòa lại Ngô Trí Tri

### Truyện cổ tích Việt Nam
Trong Kho tàng truyện cổ tích Việt Nam, truyện "Duyên nợ tái sinh", có một truyện khảo dị (dị bản) kể về chuyện tình duyên của đại thần Ngô Trí Hòa nhà Hậu Lê, người xã Lý Trai, huyện Đông Thành, tỉnh Nghệ An, đại lược như sau:
Ngô Trí Hòa thời trai trẻ tới kinh đô học thi, ở trọ tại nhà một người lính. Bên hàng xóm có một cô gái 18 tuổi, con gái một người binh phiên. Hai người gặp gỡ và yêu nhau, thề thốt sẽ gắn bó trọn đời.
Cha mẹ cô gái không biết chuyện cô yêu Ngô Trí Hòa, hứa gả cho một nhà môn đang hộ đối trong làng nhưng cô không chịu. Bị cha mẹ ép, đêm trước hôm cưới cô gái trốn sang nhà trọ của Ngô Trí Hòa tình tự và than khóc. Tới gần sáng, cô gái nhân lúc Ngô Trí Hòa ngoảnh đi bèn uống thuốc độc tự vẫn. Ngô Trí Hòa đau đớn, lấy bút son viết vào tay người yêu 10 chữ:
Thử duyên kim vị liễu
Nguyện kết hậu sinh duyên
Dịch thơ:
Kiếp này duyên đã lỡ duyên
Quyết xin giữ trọn lời nguyền kiếp sau
Sợ bị truy trách nhiệm, Ngô Trí Hòa lấy cuốc thuổng đào huyệt chôn người yêu ngay dưới gầm giường mình nằm. Người binh phiên không biết con gái đi đâu cũng không truy cứu được, còn Ngô Trí Hòa sau đó đi trọ nơi khác.
Mười năm sau, Ngô Trí Hòa đã lấy vợ và đỗ tiến sĩ, được phong làm Tả tham chính ở Sơn Tây. Làm quan ở Sơn Tây chừng 6-7 năm, một hôm ông trông thấy người con gái bán trầu ngoài công đường chừng 16 tuổi. Thuộc hạ cho ông biết cô gái trong vùng được mọi người biết đến vì có 2 câu thơ bằng son trong tay, không tẩy đi được. Ngô Trí Hòa cho gọi cô gái vào xem tay, nhận ra chính là nét chữ của mình, biết cô gái là kiếp sau của người yêu cũ. Ông bèn lấy cô gái làm vợ thứ. Lúc đó người binh phiên cha của người yêu cũ của Ngô Trí Hòa đã được thăng làm Trưởng lại ở Sơn Nam, người đời gọi đó là cha vợ vờ (giả phụ ông), còn gọi Ngô Trí Hòa là anh rể vờ (giả nữ tế).